# Erysimum michaelis
Erysimum michaelis är en korsblommig växtart som beskrevs av Adylov. Erysimum michaelis ingår i släktet kårlar, och familjen korsblommiga växter. Inga underarter finns listade i Catalogue of Life.